# Tipasa (geslacht)
Tipasa is een geslacht van vlinders van de familie spinneruilen (Erebidae), uit de onderfamilie Calpinae.

## Soorten
- T. aurata Hampson, 1926
- T. aurea Bethune-Baker, 1908
- T. boopis Hampson, 1926
- T. eubapta Hampson, 1926
- T. ilatana Holland, 1900
- T. nebulosella Walker, 1863
- T. omariusalis Walker, 1859
- T. renalis Moore, 1885
- T. rufocastanea Rothschild, 1916
- T. subrosea Pagenstecher, 1900